# Vilakh Tholus
Il Vilakh Tholus è una struttura geologica della superficie di Venere.